# Ramosetron
Ramosetron ist ein Serotonin-5-HT3-Antagonist zur Behandlung von Übelkeit und Erbrechen während der Chemotherapie und nach Operationen (PONV). Ramosetron hat eine höhere Affinität zum 5-HT-Rezeptor als Ondansetron, Granisetron und Tropisetron. Ferner wird Ramosetron zur Behandlung des Reizdarmsyndroms eingesetzt.
Ramosetron ist zurzeit nur in Japan, in bestimmten Ländern Südostasiens und Indien erhältlich. In Japan wird es unter dem Handelsnamen Irribow (イリボー) als Tablette (2,5 oder 5 Mikrogramm pro Tablette, Behandlung des Reizdarmsyndroms) vertrieben. In Indien wird es unter dem Namen Nozia (Behandlung von Übelkeit und Erbrechen) sowie IBSet (zur Behandlung von Durchfällen im Falle des Reizdarmsyndroms) verkauft und in den übrigen Gegenden unter dem Namen Nasea, übliche Stärken sind 300 Mikrogramm/2 ml Injektionslösung bzw. 100 Mikrogramm pro Tablette.